# Pedro Cenas Casamayor
Pedro Cenas Casamayor (Cachicadán, 12 de julio de 1956 - Villa El Salvador, 5 de mayo del 2021) fue un economista y político peruano. Fue fundador y presidente del partido político Avanza País, desde su fundación en el año 2000 hasta su fallecimiento en 2021. Como político, fue elegido en 2010 como alcalde del distrito de Cachicadán, ubicado en la región La Libertad, y regidor del distrito de Magdalena del Mar en dos ocasiones.

## Biografía
Pedro Cenas nació en el distrito de Cachicadán, ubicado en la provincia de Santiago de Chuco del departamento de La Libertad en el Perú, el 12 de julio de 1956. Fue hijo de Dolores Cenas Aguilar y de Tomaza Casamayor, quienes se desempeñaban como campesinos. A sus edad de seis años, trabajaba junto con sus padres en el pastoreo.
Realizó sus estudios escolares en su natal Cachicadán, sin embargo, Cenas al terminar el tercer año de secundaria emigró a la ciudad de Lima en donde continuó sus estudios en el Colegio Mariscal Castilla del distrito del Rímac, concluyendo en el año 1979. Ese mismo año, su profesor escolar fue arrestado por participar en la huelga del Sindicato Único de Trabajadores de la Educación del Perú (SUTEP) y Cenas acudía al penal a visitarlo, siendo allí que conocería al histórico líder izquierdista, Alfonso Barrantes, quien le obsequió una beca de estudios de oratoria en el local del Partido Comunista Peruano liderado por Jorge del Prado Chávez. Estudió también oratoria en el local partidario de Acción Popular, siendo su profesor el expresidente Valentín Paniagua.
En el año 1980, Pedro Cenas ingresó a la Universidad Nacional del Callao y estudió la carrera de Economista. Asimismo, fue dirigente estudiantil en la Federación de Estudiantes del Callao, donde tuvo como contrincantes a la cúpula estudiantil de Sendero Luminoso, grupo terrorista encabezado por el profesor Abimael Guzmán.
En 1989, Pedro Cenas incursiona en el ámbito político cuando en las elecciones municipales de ese mismo año decide participar como candidato a regidor municipal del distrito de Magdalena del Mar como parte del Acuerdo Socialista de Izquierda, partido político fundado por Alfonso Barrantes tras dejar la coalición Izquierda Unida. Cenas no tuvo éxito en su elección, sin embargo, logró ser elegido en las elecciones municipales del año 1993 por la lista independiente Unión Vecinal Democrática (UVD) y reelegido en las elecciones del año 1995.
En 1993, siendo regidor municipal, Pedro Cenas fue secuestrado por el Grupo Colina junto con el periodista Gustavo Gorriti y el empresario Samuel Dyer, acusado de ser supuesto miembro de Sendero Luminoso. Cenas permaneció arrestado en el Cuartel General del Ejército del Perú durante 5 días y fue torturado psicológicamente por miembros militares mandados por Vladimiro Montesinos, asesor presidencial de Alberto Fujimori. Posteriormente fue liberado tras las protestas de Alfonso Barrantes y de Gustavo Mohme contra el régimen fujimorista, en la cual Cenas decidió formar parte de la oposición.
En las elecciones municipales del año 1998, Pedro Cenas volvió a su actividad política y decidió postular a la alcaldía de su natal tierra Cachicadán, sin embargo, quedó en segundo lugar tras el triunfo de Edilberto Méndez Boado.
Luego en el año 1997, Pedro Cenas fundó y organizó la Asociación Nacional de Regidores del Perú, donde fue elegido como su presidente con el 70% de votos. Ese mismo año elaboró la creación de Avanza País, partido político que luego fue confirmado en el año 2000 y Cenas ejerció la presidencia del partido hasta su deceso en el año 2021.
En las elecciones generales del año 2000, formó alianza con la Agrupación Independiente ‘Avancemos’ del candidato presidencial Federico Salas-Guevara y postuló sin éxito al Congreso de la República, donde obtuvo 1,725 votos de preferencia.
En el año 2005, anunció que su partido Avanza País participaría en las elecciones generales del año 2006 e incorporó a Antauro Humala, militar acusado de la matanza del Andahuaylazo. Dicho anunció generó polémica y originó la renuncia de Máximo San Román quien era precandidato presidencial del partido. Finalmente, se optó por la candidatura presidencial de Ulises Humala, hermano de Antauro, y en su plancha presidencial lo acompañaron Pedro Cenas y el exregidor limeño Constante Traverso. La candidatura posteriormente obtuvo 24,518 votos, lo cual obtuvieron un bajo puesto de los resultados.
Tras perder en los comicios presidenciales, Pedro Cenas decide luego participar en las elecciones municipales de ese mismo año y postuló nuevamente a la alcaldía de Cachicadán, la cual nuevamente no tuvo éxito y su partido quedó fuera de la contienda electoral.
En el año 2010, Pedro Cenas decide agruparse en el partido político Restauración Nacional y postula por tercera vez a la alcaldía de distrito de Cachicadán, siendo en calidad de invitado. Finalmente, Pedro Cenas es elegido como alcalde municipal y fue juramentado para el periodo 2011-2014. 
Como alcalde, realizó la inauguración del nuevo Puesto de Salud de Cachicadán en el año 2011 e impulsó diversas obras municipales. Cenas también estuvo bajo supuestos atentados de muerte en su contra.
En el año 2013, su cargo fue finalizado debido a que fue revocado del cargo por un proceso presentado en el Jurado Nacional de Elecciones. Ante esto, fue luego reemplazado por Óscar Escobar Salazar quien ganó en las comicios municipales de ese mismo año.
Pese a su revocatoria, Cenas se presentó por cuarta vez como candidato municipal, esta vez por el partido político Vamos Perú en las elecciones municipales de 2014, la cual no tuvo éxito. Luego al año siguiente, Pedro Cenas fue condenado a 5 años prisión por el delito de negociación incompatible. Sin embargo, su condena terminó anulada en el mes de septiembre.
En mayo del año 2017, su partido político logra nuevamente su inscripción ante el Jurado Nacional de Elecciones y en las elecciones parlamentarias del año 2020 decidieron participar con la abogada conservadora Beatriz Mejía, la cual generó polémicas por sus posturas radicales y por el cambio de ideología del partido.
En el año 2020, Pedro Cenas confirmó que su partido político presentaría al economista Hernando de Soto como su candidato presidencial para las elecciones generales del año 2021. La candidatura de De Soto fue también blanco de polémicas debido a su pasado como colaborador del régimen fujimorista y por el cambio de postura partidaria de Avanza País, la cual fue fundada bajo los principios socialistas de Alfonso Barrantes. Cenas acompañó en la campaña presidencial de De Soto y postuló nuevamente al Congreso de la República, la cual no tuvo éxito pero logró que su partido obtuviera escaños en el Poder Legislativo.

## Fallecimiento
El 5 de mayo del 2021, Pedro Cenas falleció a los 64 años tras permanecer internado en la Unidad de Cuidados Intensivos de un centro de salud en el distrito limeño de Villa El Salvador, donde fue diagnosticado de COVID-19. Ante la noticia, diversas personalidades lamentaron su deceso, entre ellos el excandidato presidencial Hernando de Soto.